# Tercera División
Tercera División (svenska: Tredje division) är den fjärde högsta divisionen inom spansk fotboll. De tre högsta är Primera División de España, ofta benämnt som "La Liga", Segunda División och Segunda División B. Tercera División startades säsongen 1929-30 och är en icke-professionell serie.

## Historia
Under den inledande La Liga-säsongen 1928/29 organiserades, utöver Segunda División också en tredje nivå av lag känd som Segunda División B. Denna division innehöll 10 lag och i slutet av säsongen kröntes Cultural y Deportiva Leonesa till mästare. Säsongen 1929/30 gjordes den första av många omorganisationer av det spanska fotbollssystemet och Tercera Division föddes. Under sin första säsong hade divisionen 33 lag uppdelade i åtta grupper. De åtta gruppvinnarna kvalificerade sig för playoff och CD Castellón slog så småningom Barakaldo Club de Fútbol och förklarades mästare. Den mest betydande omorganisationen kom i början av säsongen 1977/78 med återupplivningen av Segunda División B som ersatte Tercera División som den tredje nivån. Under åren 1936-39 spelades ingen fotboll på grund av det spanska inbördeskriget.

## Utvecklingen
Tercera Divisións struktur, såväl som antalet deltagande grupper och lag har förändrats vid flera tillfällen genom historien. Det nuvarande formatet har funnits sedan 2006. Tercera División har 360 lag uppdelade i 18 regionala grupper från varje autonom region i landet, förutom Andalusien som representeras av två grupper på grund av sin storlek och folkmängd. I slutet av säsongen kvalificera sig de första fyra lagen i varje grupp för ett playoff där det bestäms vilka 18 lag som avancerar till Segunda División B till den kommande säsongen. De tre lagen som slutar i botten av varje grupp förflyttas till de regionala divisionerna.